# Поцаљио (Сондрио)
Поцаљио је насеље у Италији у округу Сондрио, региону Ломбардија.
Према процени из 2011. у насељу је живело 14 становника. Насеље се налази на надморској висини од 1218 м.